# 克鲁兹马尔蒂纳
克鲁兹马尔蒂纳是巴西巴拉那州的一个市镇。总面积312.299平方公里，总人口3161人，人口密度10.1人/平方公里。